# Свеча накаливания

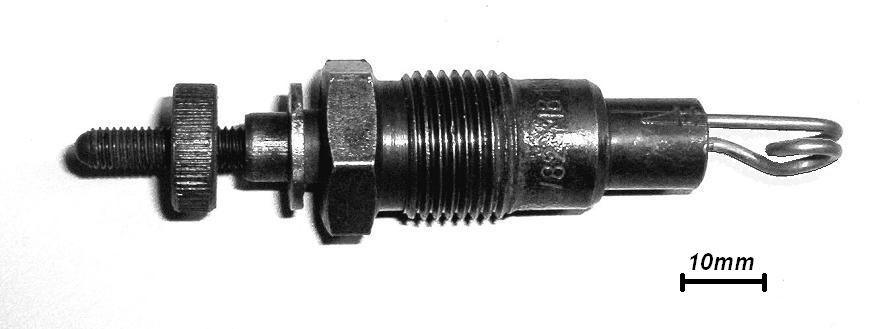
Один из вариантов свечи накаливания дизельного двигателя

Свечи накаливания (также калильные свечи) — компонент в дизельном двигателе, в предпусковом подогревателе двигателя, в автономном отопителе салона (кабины) и в калильном карбюраторном двигателе (широко распространены в авиа-, судо-, и автомоделировании, в калильном двигателе свеча накаливания, также калильная свеча, является необходимым компонентом, а не вспомогательным, в отличие от дизельного), служащие для облегчения его холодного пуска. В отличие от свечей зажигания, они не дают искру, а представляют собой обычный электрический нагревательный элемент, работающий напрямую на низком напряжении (12 или 24 Вольт в автомобилях), принцип в его основе - закон Джоуля-Ленца.

## Назначение

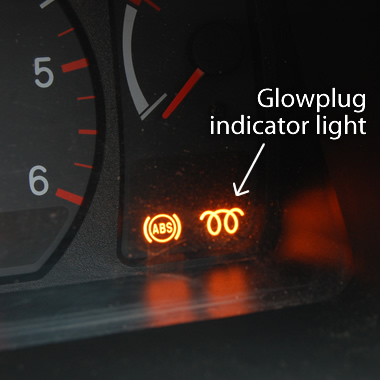
Указатель работы свечей накаливания на щитке приборов. Заводить двигатель можно после того, как он погаснет.

При нормальной работе дизеля горючее в цилиндрах поджигается путём самовоспламенения в момент впрыска его форсунками в предварительно сжатый поршнем воздух, нагретый до 700—900°С; соответственно, обычных искровых свечей зажигания, как в бензиновом двигателе, в его конструкции нет и не требуется.
Свечи накаливания являются по сути частью предпускового устройства двигателя и нужны по большому счёту только для облегчения пуска дизеля после долгого простоя («на холодную») за счёт улучшения условий образования рабочей смеси, особенно если температура воздуха низка (ниже +5°С). При такой температуре дизельное топливо испаряется неохотно, и не образует необходимой для работы двигателя смеси с воздухом.
Некоторые дизельные двигатели с непосредственным впрыском топлива в камеру сгорания (без предкамер) вообще не имеют свечей накаливания, в основном это сравнительно крупные и тихоходные тракторные двигатели или двигатели, приводящие в движение промышленное оборудование. Некоторые дизели вместо свечей накаливания используют предпусковой подогреватель в виде встроенной во впускной коллектор нагревательной решётки (grid heater) — как пример можно назвать 5,9-литровые дизели фирмы Cummins, устанавливаемые на автомобиле Dodge Ram. У некоторых тракторов свеча накаливания только одна, расположенная во впускном коллекторе и работающая в паре с дополнительной форсункой (при запуске непрерывно в небольшом количестве впрыскивается дизельное топливо); таким образом, перед пуском в камеры сгорания подаётся не холодный воздух, а горячий вместе с продуктами сгорания дизтоплива. Данное устройство называется электрофакельный подогреватель.

## Принцип работы
Упрощённо говоря, калильные свечи представляют собой обычный погружной электронагреватель со спиральным резистором. Стержень свечи накаливания выступает в камеру сгорания (или предкамеру) дизеля, так, что его кончик расположен на границе создаваемого форсункой завихрения рабочей смеси.
Обычно свечи накаливания подключаются автоматически после поворота ключа зажигания в положение, непосредственно предшествующее тому, в котором включается стартер (III, Start или аналогичное). При этом на щитке приборов зажигается специальная лампа-индикатор (показана на иллюстрации), а свечи накаливания начинают нагреваться до высокой температуры (рабочий элемент становится красным), попутно прогревая камеры сгорания и поступающий в камеру сгорания воздух (кроме форкамерных моторов). Однако 2-5 секунд электронакала свечи с холодного состояния хватает только для её саморазогрева, нагреть воздух и холодный металл массивного блока цилиндров и его головки свеча не в состоянии, тем более что воздух при кручении стартером двигателя постоянно замещается извне на не подогретый. Таким образом, главная цель нагрева свечей — это подогрев впрыскиваемого топлива до температуры, при которой оно испарится, хорошо смешается с поступающим воздухом и легко воспламенится уже от компрессии.
После повышения температуры свечи до достаточного уровня (обычно это занимает от 2 до 5 секунд) индикатор гаснет, после чего двигатель можно запускать. Обычно индикатор гаснет тем быстрее, чем выше температура воздуха, но, как правило, напряжение на свечи продолжает подаваться довольно долго. Непосредственно перед пуском двигателя или, чаще всего, вскоре после него свечи накаливания отключаются.
Во время пуска двигателя впрыскиваемое через форсунки топливо сильно нагревается и испаряется, хорошо смешивается с воздухом. Далее, за счёт компрессии, топливо-воздушная смесь самовоспламеняется. Если свечи неисправны или на них не поступает ток, то компрессии холодного дизельного двигателя оказывается недостаточно для уверенного воспламенения смеси — либо двигатель заведётся после продолжительного кручения стартера, либо не заведётся вовсе. Чем ниже окружающая температура, тем более затруднителен старт такого мотора. Исправный же дизельный мотор как правило заводится при минусовых значениях воздуха так же быстро, как и при плюсовых, что обеспечивается свечами накала и компрессией в пределах допуска.
В большинстве современных двигателей они могут продолжать работать до нескольких минут после пуска для снижения уровня вредных выбросов в атмосферу при работе холодного двигателя, а также для стабилизации процесса горения в ещё не полностью прогретом двигателе. Часто для этого напряжение не снимается совсем, но ступенчато снижается (например, +12В или + 24В при первичном прогреве, и +7В далее для поддержания температуры свечей). Затем подача тока на свечи полностью прерывается.
В ходе установившейся работы двигателя, свечи начинают играть другую роль, уже вспомогательную — становятся элементом системы распыления топлива, улучшающим приготовление рабочей смести (поток топлива постоянно «разбивается» о кончик свечи, что способствует созданию завихрений в камере сгорания). Также, представляя собою твёрдое тело с хорошей теплопроводностью, свечи накала продолжают подогревать впрыскиваемое топливо, будучи нагреваемыми уже процессами сгорания внутри двигателя.
Таким образом, от правильной работы свечей накала напрямую зависит зимний запуск дизельного двигателя и его дальнейшая работа.
Схематика реализации системы свечей накала непосредственно зависит от производителя двигателя — могут подаваться различные напряжения, сами свечи могут быть выполнены из различных материалов, схема управления может учитывать и температуру воздуха, топлива, изменение сопротивления свечей в зависимости от их нагрева, температуру антифриза (по достижении которой заданной отметки отключать подогрев свечей) и так далее.

## Свечи накаливания в калильном карбюраторном двигателе

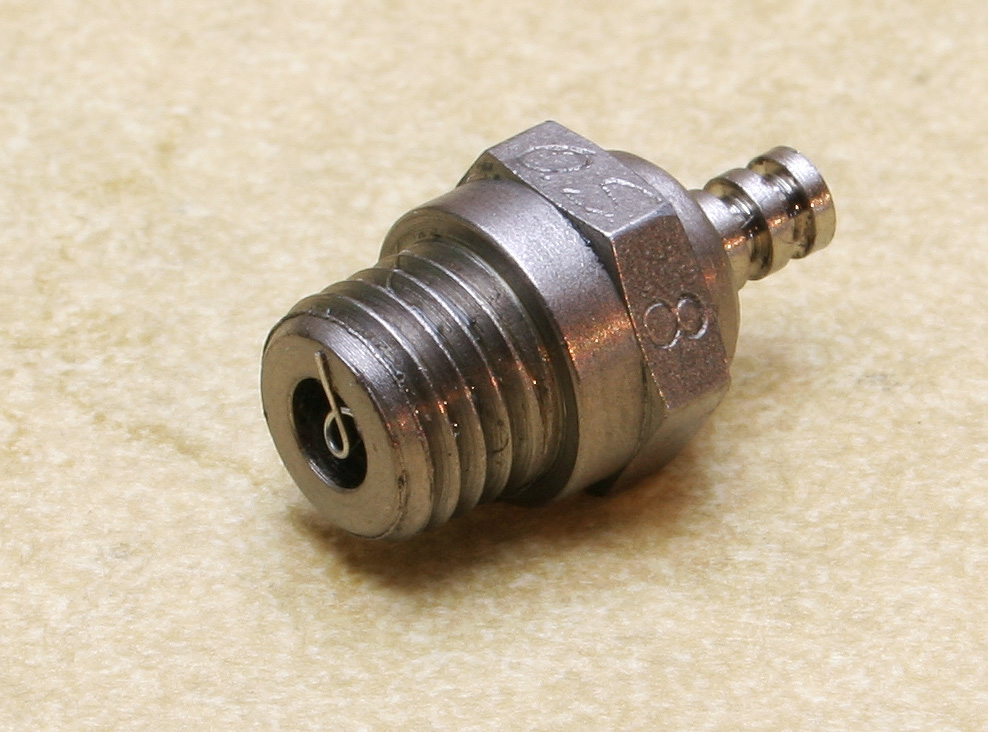
Свеча калильного карбюраторного двигателя

Калильные свечи также применяются в двухтактных и четырёхтактных калильных карбюраторных двигателях, где они необходимы для начального и последующего (вначале на спираль подается электрический ток для разогрева спирали, воспламенителя, затем раскалённая спираль сама поддерживает температуру, у небольших двигателей перед пуском просто надевается клемма, подключенная к батарейке, после выхода двигателя на рабочий режим клемма снимается "пилотом") воспламенения топливо-воздушной смеси, в таком двигателе она является необходимым компонентом.
Подразделяются на несколько видов:
1. холодная
2. средняя
3. горячая
4. очень горячая

Это необходимо для оптимального подбора температуры воспламенения горючей смеси относительно климатического воздействия температуры окружающего воздуха.

## Свечи накаливания в автономных отопителях и подогревателях
Свечи накаливания применяются также в автономных (работающих на дизельном топливе или бензине) предпусковых подогревателях двигателя и в автономных отопителях салона (кабины) автотранспорта. Назначение всё то же — воспламенить подаваемое форсункой топливо в камере сгорания.
На автомобилях «Запорожец» в расположенном спереди багажнике стоял автономный бензиновый отопитель салона, на ЛУАЗ-969 (двигатель спереди) этот же отопитель зимой подогревал холодный двигатель перед запуском. Бензин в камере сгорания отопителя воспламенялся при помощи свечи накаливания, после ро́зжига горение поддерживалось самостоятельно.
Автономные отопители салона устанавливались на автобусах семейства «Ikarus», самосвалах Tatra 138, Tatra 148, Tatra T815 и практически всех автокранах (для обогрева кабины крановщика).
Подобные агрегаты получили самое широкое распространение для обогрева унифицированных герметизированных армейских кузовов типа КУНГ — обогреватели ОВ-65 и ОВ-95, работающие на дизельном топливе. Аналогично устроен обогреватель салона вертолёта Ми-8.

## Стандарты
Размеры для свечей с закрытыми спиралями:
- ISO/DIS 6550-1, 6550-2, 6550-3
- ОСТ 37.003.091-92 «Свечи накаливания со спиралью в оболочке автотракторных дизелей. Технические требования. Методы испытаний».